# Verbascum wraberi
Verbascum wraberi är en flenörtsväxtart som beskrevs av Kiril Micevski och Matevski. Verbascum wraberi ingår i släktet kungsljus, och familjen flenörtsväxter. Inga underarter finns listade i Catalogue of Life.